# Storia della Svizzera
Dal 1848 la Confederazione Elvetica è uno Stato federale composto da unità amministrative relativamente autonome denominate cantoni. La confederazione originaria risale a più di 700 anni fa: la Svizzera è dunque tra i più vecchi stati esistenti al mondo. Fu l'Imperatore Federico II Hohenstaufen a concedere alla Confederazione svizzera, che reputava un bene imprescrittibile della corona, l'autonomia e diretta dipendenza dall'Impero, per la loro fedeltà al loro imperatore, stabilendo che gli eredi al trono rinnovassero tale fidecommisso. Per le epoche antecedenti al 1291, questo articolo riassume gli eventi accaduti sul territorio della moderna Svizzera. A partire dal 1291, si concentra principalmente sui destini della Confederazione che, inizialmente costituita dai tre cantoni centrali di Uri, Svitto e Untervaldo, gradualmente si espanse fino a comprendere i confini odierni.

## Sintesi della storia svizzera prima del 1291
Le evidenze archeologiche suggeriscono che i cacciatori-raccoglitori erano già presenti nelle pianure a nord delle Alpi nel Paleolitico Medio, circa 150 000 anni fa. Durante il periodo neolitico, la zona era densamente popolata. Resti di villaggi di palafitte databili dal 3800 a.C. in poi sono stati rinvenuti presso diversi laghi svizzeri.
I primi abitanti degni di nota che si stabilirono nella zona dell'odierna svizzera, furono alcune tribù di origine celtica, verso l'anno 1500 a.C. I Reti si stabilirono nella zona ad Est, mentre gli Elvezi si stabilirono ad Ovest.
Nell'anno 58 a.C., gli Elvezi cercarono di sfuggire alla spinta migratoria delle tribù germaniche spostandosi in Gallia, ma vennero sconfitti dagli eserciti di Giulio Cesare a Bibracte e respinti.
Nell'anno 15 a.C., Augusto conquistò la regione alpina che venne integrata nell'Impero Romano: l'area della colonia Elvetica divenne parte prima della Gallia Belgica e poi della provincia della Germania Superiore, mentre la parte orientale venne integrata nella provincia romana della Rezia.
I trecento anni successivi videro un'intensa colonizzazione romana, inclusa la costruzione di una rete stradale e la fondazione di molte colonie e città. Il centro dell'occupazione romana era situato in Aventicum (Avenches), mentre altre città che vennero fondate dai romani furono: Arbor Félix (Arbon), Augusta Raurica (vicino a Basilea), Basilea, Curia (Coira), Genibra (Ginevra), Losanna, Octodurum (Martigny), Saytlodurum (Soletta), Turicum (Zurigo) e altri luoghi. Le guarnigioni militari risiedevano a Tenedo (Zurzach) e Vindonissa (Windisch).
Nel 259, le tribù degli alemanni superarono i confini dell'impero romano in Germania, e crearono colonie nel territorio svizzero.

## Formazione ed espansione della Vecchia Confederazione 1291-1515

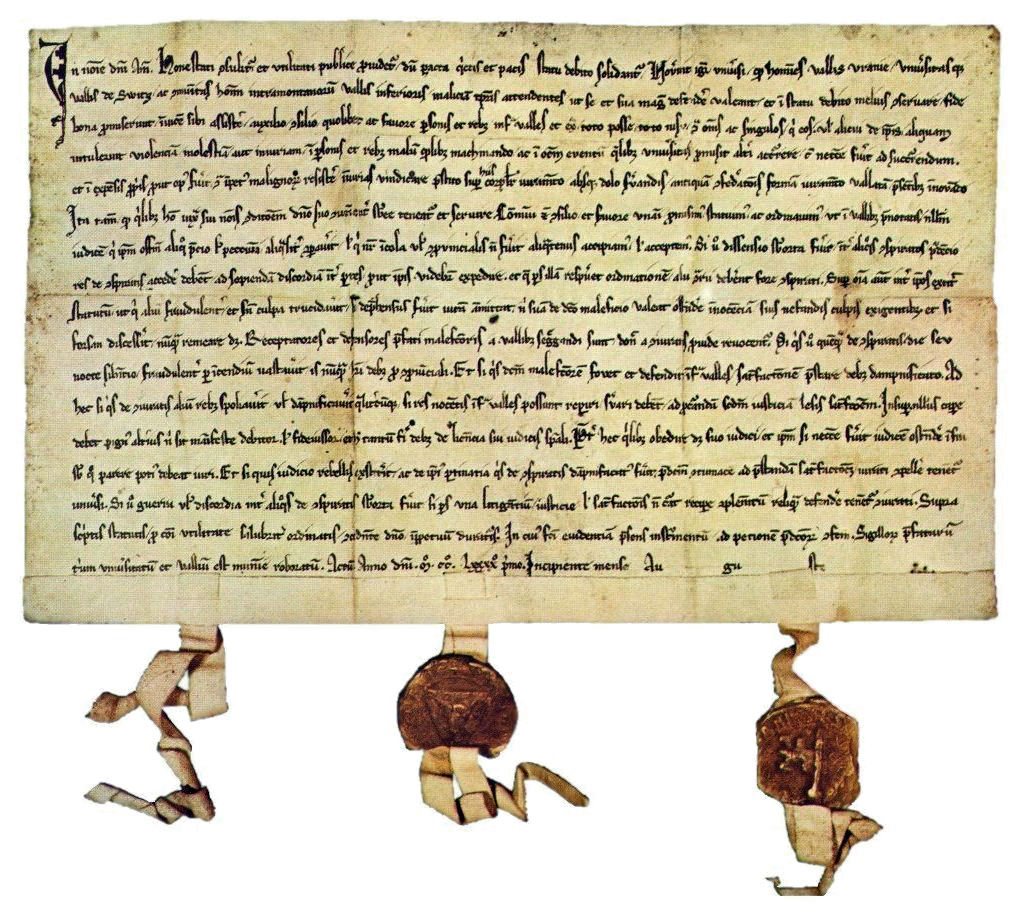
Testo del patto federale del 1291

A seguito della nascita del Sacro Romano Impero nel 962, le città della Svizzera vengono affidate a dei feudatari, i più importanti erano gli Zähringen.
Nel 1218, dopo la morte senza eredi di Bertoldo V, la casata degli Zähringen si estingue. Le città di Zurigo, Berna, Sciaffusa e Friborgo, prima sotto il controllo degli Zähringen, vengono erette a Città imperiali. In modo simile, Uri (1231) e Svitto (1240) ottengono il privilegio dell'immediatezza imperiale. Così facendo, l'imperatore Federico II si garantisce l'accesso ai principali passi alpini, in particolare quello del Gottardo, di vitale importanza per le sue guerre contro le città lombarde e il papato di Innocenzo IV.

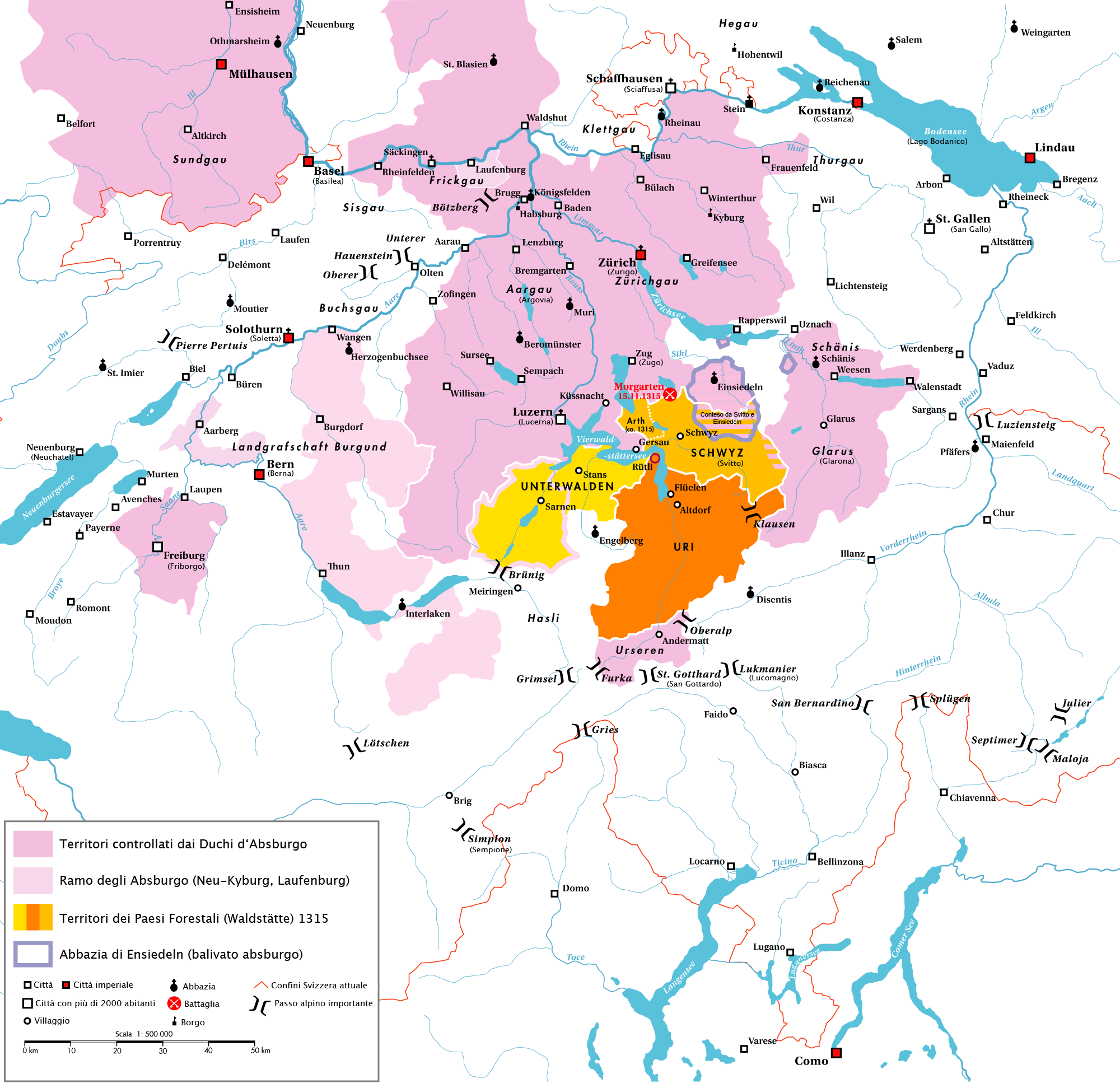
La situazione territoriale in Svizzera nel 1315.

Nel 1273, alla fine del Grande Interregno, Rodolfo I d'Asburgo diventa il nuovo imperatore e riorganizza il regno ripristinando il ducato di Svevia, i cui territori erano passati in mano asburgica dopo l'uccisione di Corradino di Svevia da parte di Carlo d'Angiò. Per aumentare il controllo sui territori imperiali, Rodolfo invia un balivo in ognuno di essi, rendendoli de facto possedimenti asburgici. Alla morte di Rodolfo nel 1291, i Paesi Forestali di Uri, Svitto e Untervaldo si alleano al fine di prevenire ulteriori ingerenze da parte del nuovo imperatore. La fondazione della Svizzera viene fatta risalire al 1º agosto 1291 con la firma del Patto Confederale sul praticello del Grütli, sebbene sul patto stesso non sia riportata alcuna data. Tra il XIII e il XIV secolo si afferma, inoltre, la figura di Guglielmo Tell, eroe nazionale svizzero . Con la morte di Rodolfo I cominciano una serie di conflitti tra vari membri della Confederazione e gli Asburgo. Queste guerre contro gli Asburgo furono di fondamentale importanza nel mantenimento dell'unità tra i membri della confederazione, in realtà molto diversi tra loro.
Nel 1315 Leopoldo I d'Austria è costretto ad intervenire per dirimere la disputa tra l'abbazia di Einsiedeln, sotto dominio asburgico e il Waldstätte di Svitto. Gli svittesi avevano infatti saccheggiato e danneggiato più volte i possedimenti dell'abbazia durante il cosiddetto Marchenstreit. I vassalli asburgici furono però attaccati e severamente sconfitti nella battaglia di Morgarten del 15 novembre 1315. Con questa vittoria ebbe inizio l'espansione della confederazione.

### La Confederazione degli otto cantoni
| Cantoni | Alleati |
| --- | --- |
| Canton Uri (1291) Canton Untervaldo (1291) Canton Svitto (1291) Città di Lucerna (1332) Città di Zurigo (1351) Città e Repubblica di Berna (1353) Città e Canton Zugo (1365) Canton Glarona (1388) | Città di Biel-Bienne (1353) Città di Soletta (1353) Campagna dell'Appenzello (1411) Repubblica del Vallese (1416) Abbazia di San Gallo (1451) Città di Friburgo (1454) Città di Sciaffusa (1454) Città di San Gallo (1454) |

Dopo la vittoria di Morgarten, i Waldstätte diedero il benvenuto a nuovi alleati, primo su tutti la città asburgica di Lucerna (1332), che in quel momento era in crescente sviluppo. Era un evento importante perché rendeva possibile navigare liberamente sul Lago dei Quattro Cantoni, da quel momento racchiuso completamente nel territorio della confederazione.
Nel 1336 nella città di Zurigo (la cui popolazione raggiungeva già le 12 000 unità) le corporazioni delle arti e mestieri si sollevarono contro il potere dei nobili. Il conflitto diede origine a molte divisioni interne che costrinsero il sindaco Rudolf Brun ad allearsi con i Waldstätte nel 1351. L'anno successivo gli Asburgo, con il duca Alberto II, vollero vendicarsi e dichiararono guerra a Zurigo e ai Waldstätte. I confederati reagirono occupando i territori asburgo di Glarona e Zugo. Glarona fu annesso alla Confederazione con il «Bösen Bund» (il cattivo patto), che rendeva il cantone un protettorato della Confederazione e non un membro a pieno titolo. Gli abitanti di Zugo invece chiesero aiuto all'imperatore ma questi rispose che non aveva interesse a difendere la città. Dopo aver tentato di respingere con la forza gli invasori, la città firmò l'alleanza coi confederati nel 1352. Tuttavia i territori di Glarona e Zugo dovettero essere restituiti agli Asburgo, ma entrambi tornarono in seguito a far parte della confederazione (Zugo nel 1365, Glarona nel 1388). Anche Berna si trovava in una difficile situazione militare. Nel 1339 un'alleanza formata tra gli altri dai ducati di Basilea, Friburgo e Losanna attaccò la fortezza di Laupen nella battaglia di Laupen. La città era preparata a un assalto e poté altresì contare sull'aiuto dei tre Waldstätte. Nel 1353 l'alleanza venne suggellata con l'entrata di Berna nella confederazione.

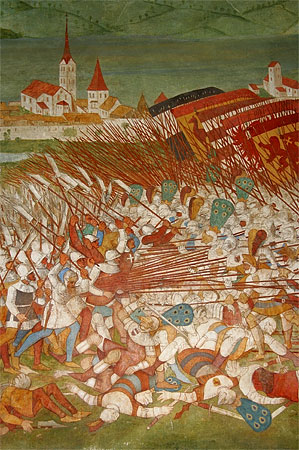
La battaglia di Sempach del 1386.

La struttura formatasi viene chiamata Confederazione degli otto cantoni. Va però notato che essa non era molto unita ma si trattava piuttosto di un agglomerato di patti tra diversi partner. Ad esempio Berna era alleata solo coi Waldstätte, ma non con Lucerna né con Zurigo. Lucerna non era alleata con Glarona, che, a sua volta, non era alleata con Zugo. Gli unici territori alleati a tutti gli altri erano i 3 Waldstätte originari. A differenza del patto originario stipulato al Grütli (che impediva questa pratica) i "nuovi" cantoni avevano facoltà di siglare alleanze separate con città o regimi esterni alla Confederazione. Ad esempio Berna aveva istituito la Confederazione burgunda che comprendeva anche Soletta e Bienne.
Il 9 luglio 1386 a causa delle ripetute invasioni da parte di Lucerna nella provincia asburgo dell'Entlebuch, il duca Leopoldo III si vide costretto ad un nuovo intervento militare. Mentre era in viaggio verso Lucerna l'esercito austriaco subì un agguato da parte dei confederati. Nella battaglia di Sempach Lucerna e i Waldstätte (Berna e Zurigo non parteciparono) ottennero una nuova vittoria, mentre gli Asburgo, oltre ad essere sconfitti, videro morire Leopoldo. Grazie a questa vittoria la presenza degli asburgo all'interno della confederazione venne rimossa. Nel 1388 durante la battaglia di Näfels anche Glarona si liberò definitivamente del controllo austriaco e divenne un membro della confederazione a pieno titolo.
La morte senza eredi del conte del Toggenburg (1436) portò alla vecchia guerra di Zurigo tra i confederati e la città di Zurigo per il possesso dei territori rimasti liberi. La città, alleatasi per ripicca all'imperatore Federico III fu sconfitta nella battaglia di San Giacomo sulla Sihl e costretta dai cantoni confederati a rompere il patto con l'imperatore. I territori dei Toggenburgo vennero perciò divisi tra Glarona e Svitto, mentre Zurigo ne uscì notevolmente ridimensionata anche per la perdita dei territori che circondavano la parte alta dell'omonimo lago.
Il duca Sigismondo d'Austria siglò la pace con i confederati a Costanza nel 1474 e pose fine all'annoso conflitto tra Asburgo e Confederazione. Contemporaneamente la Confederazione si alleò con le città imperiali di Strasburgo, Basilea, Colmar e Sélestat, così come con i vescovati principeschi di Basilea e Strasburgo.

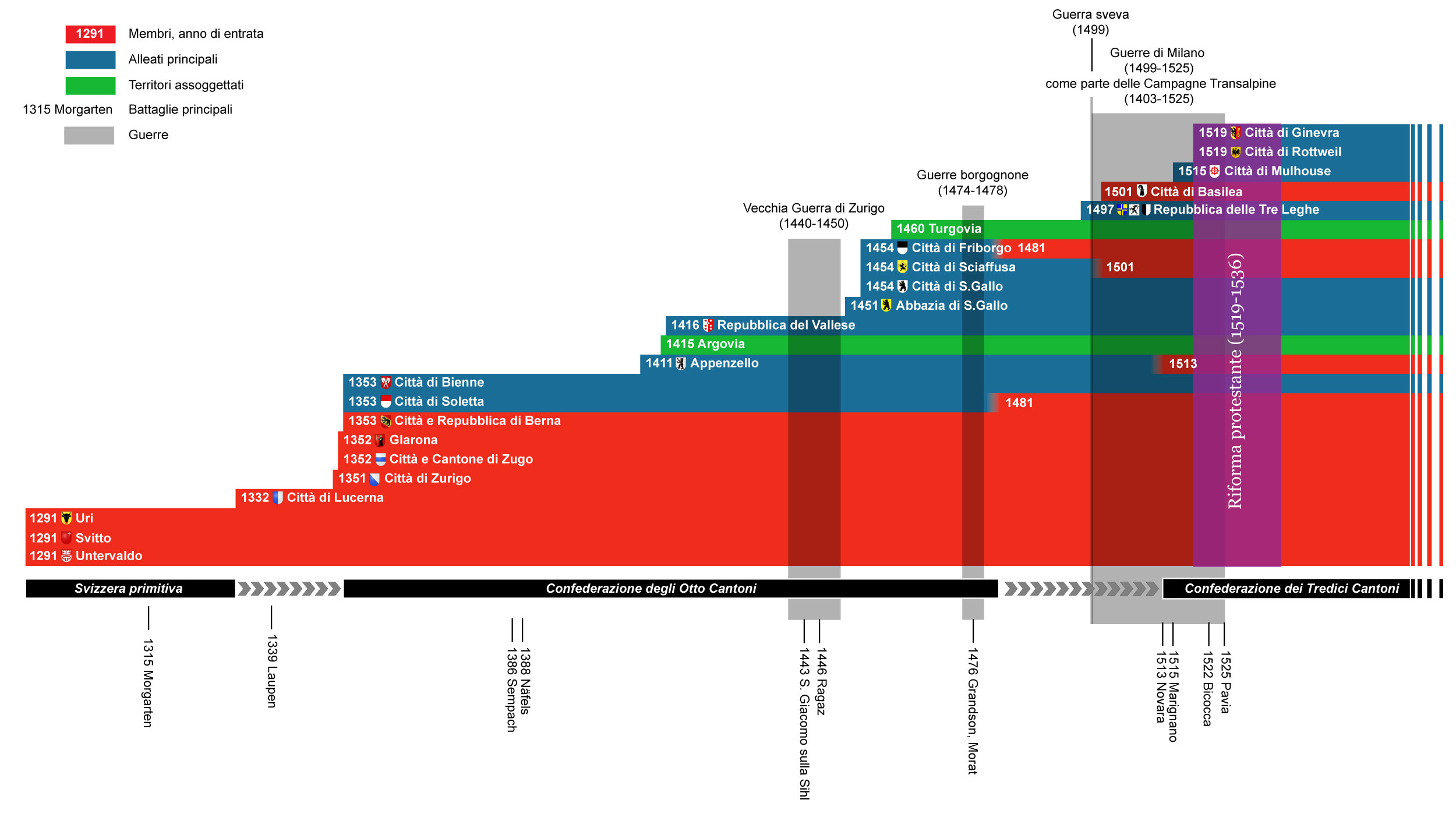
Linea temporale della Vecchia Confederazione dal 1291 al 1536.

Tra il 1474 e il 1478 la Confederazione fu coinvolta nelle guerre borgognone contro il duca Carlo di Borgogna detto il Temerario, il terzo incomodo nella lotta tra francesi e asburgo per il dominio dell'Europa centrale. La guerra cominciò a causa dell'espansione di Berna verso il Vaud e dell'Alto Vallese verso il Basso Vallese, entrambi possedimenti del Ducato di Savoia, alleato del Ducato di Borgogna. Nel 1476 Carlo il Temerario attaccò Berna. Grazie all'aiuto dei suoi alleati alsaziani, l'esercito bernese riuscì a sconfiggere Carlo a due riprese, nella battaglia di Grandson e in quella di Morat. Nell'anno successivo i confederati e i duchi di Lorena sconfissero definitivamente Carlo nella battaglia di Nancy.
Se si esclude il prestigio e il rispetto militare acquisito dalla Confederazione nelle guerre borgognone, la Confederazione non ebbe grandi guadagni dalle vittorie su Carlo il Temerario e, in particolare, non partecipò alla spartizione territoriale del grande regno di Borgogna. Inoltre i metodi di divisione dei bottini di guerra rappresentarono una nuova fonte di screzi tra cantoni cittadini (capaci di fornire più uomini all'esercito) e cantoni di campagna, accentuata ulteriormente dall'entrata nella confederazione di altre due città, Soletta e Friborgo. I contrasti assunsero dimensioni tragiche e solo la dieta di Stans (attraverso la mediazione di Nicolao della Flüe) riuscì a ricompattare una Confederazione mai come ora divisa in alleanze separate.

### La Confederazione dei tredici cantoni
| Cantoni | Alleati |
| --- | --- |
| Canton Uri (1291) Canton Untervaldo (1291) Canton Svitto (1291) Città di Lucerna (1332) Città di Zurigo (1351) Città e Repubblica di Berna (1353) Città e Canton Zugo (1365) Canton Glarona (1388) Città di Soletta (1481) Città di Friburgo (1481) Città di Sciaffusa (1501) Città di Basilea (1501) Canton Appenzello (1513) | Città di Biel-Bienne (1353) Repubblica del Vallese (1416) Abbazia di San Gallo (1451) Città di San Gallo (1454) Repubblica delle Tre Leghe (1497) Città di Mülhausen (1515/1586 - 1798) Città di Rottweil (1463/1519 - 1643) Città di Ginevra (1519) |

Dopo le vittorie nelle guerre borgognone, la Confederazione diventò la vera potenza militare della zona alpina. Gli Asburgo e la Lega Sveva cercarono di fermare la crescente influenza dei confederati nel sud della Germania (in particolare nel Sundgau, Klettgau, Hegau e in Brisgovia) durante la guerra di Waldshut del 1468 e soprattutto quella sveva del 1499, mossa con la scusa di attuare la riforma imperiale del 1495 di Massimiliano I; in realtà era l'ultimo tentativo degli Asburgo di riprendere il controllo della regione a sud del Reno. Con la Pace di Basilea (1499) i rapporti tra impero e Confederazione si rappacificarono. La tesi secondo la quale l'imperatore avrebbe riconosciuto l'indipendenza de facto della Confederazione è stata contestata di recente. Al contrario, i confederati tenevano ancora in grande considerazione l'impero e basavano le loro pretese proprio sul diritto imperiale e in particolare sull'immediatezza imperiale ricevuta in passato. L'indipendenza arriverà solo nel 1648.
La guerra sveva mise freno all'espansione della Confederazione verso nord. Dopo l'annessione di Basilea e Sciaffusa nel 1501, e Appenzello nel 1513 il confine nord non subì più cambiamenti di rilievo. La città di Costanza rimase fuori dai confini nonostante la forte alleanza con Berna e Zurigo, mentre le città di Rottweil e Mulhouse rimasero alleate fino al 1632 e 1798, rispettivamente. Gli alleati più importanti restavano l'abbazia e la città di San Gallo, la Repubblica delle Tre Leghe, il Vallese e la città di Bienne.
Nel 1509 il vescovo vallesano Matteo Schiner convinse la Confederazione a fermare l'invio di mercenari ai francesi e ad accettare l'offerta di papa Giulio II, desideroso di scacciare proprio i francesi dalla Lombardia. Durante le campagne transalpine del 1512-1513 i confederati e i loro alleati grigionesi si garantirono così il controllo del Ticino, della Valtellina e resero il Ducato di Milano un loro protettorato.
Le divisioni all'interno della Confederazione si accentuarono con l'inizio della riforma protestante e questo la indebolì notevolmente sul fronte lombardo, dove fu sconfitta nel 1515 da Francesco I durante la battaglia di Marignano. La pace con il re francese fu siglata nel 1516. I territori a sud delle Alpi conquistati in precedenza non vennero reclamati e restarono perciò in mano ai confederati (con pochi cambiamenti fino al 1798) e furono amministrati come baliaggi comuni. Nel 1521 fu stipulato un accordo con i francesi per l'invio di 16 000 mercenari. Per questo motivo la presenza dei confederati nella lotta tra Asburgo e Francia per il controllo della Lombardia continuò fino alla definitiva sconfitta del 1525 nella battaglia di Pavia. Così si concluse il periodo di grande espansione militare della Confederazione. L'invio di mercenari continuerà fino alla definitiva proibizione del 1859, con l'unica attuale eccezione della Guardia Svizzera Pontificia.

## La Riforma protestante in Svizzera 1519-1712
La Svizzera fu uno dei paesi dove ebbe inizio la riforma protestante. I primi promotori della riforma furono Ulrico Zwingli e Giovanni Calvino, che cercarono di espandere la riforma a tutto il paese. Il primo era il curato di Glarona e l'altro un rifugiato francese in Basilea.
Durante questa epoca di cambiamenti, la confederazione soffrì molti conflitti interni, dato che la religione era diventata simbolo di disunione. Questo portò la confederazione quasi al collasso, dato che i cantoni cominciarono ad attaccarsi l'un l'altro.
Cattolici:

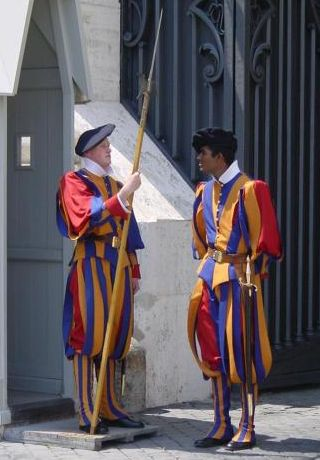
Le Guardie Svizzere proteggono la Città del Vaticano sin dal 22 gennaio 1506

- Uri, Svitto, Untervaldo, Zugo, Lucerna, Soletta, Friburgo, Ticino.

Protestanti:
- Berna, Zurigo, Basilea e Sciaffusa.

Misti:
- Glarona ed Appenzello

Il problema peggiore per gli stati protestanti era che nella giunta della confederazione (Landsgemeide) i cantoni cattolici erano più numerosi. Ma in realtà erano presenti più protestanti nella confederazione, dato che i cantoni protestanti erano più popolati. Fortunatamente questo problema si attenuò quando i cantoni più popolati ottennero il diritto di avere due rappresentanti nell'assemblea del paese.
I cantoni cattolici, sette in totale, avevano solo il 30% della popolazione, mentre quelli protestanti, che erano solo quattro, avevano nei propri territori più del 65% della popolazione totale.

## Ancien Régime 1712–1798

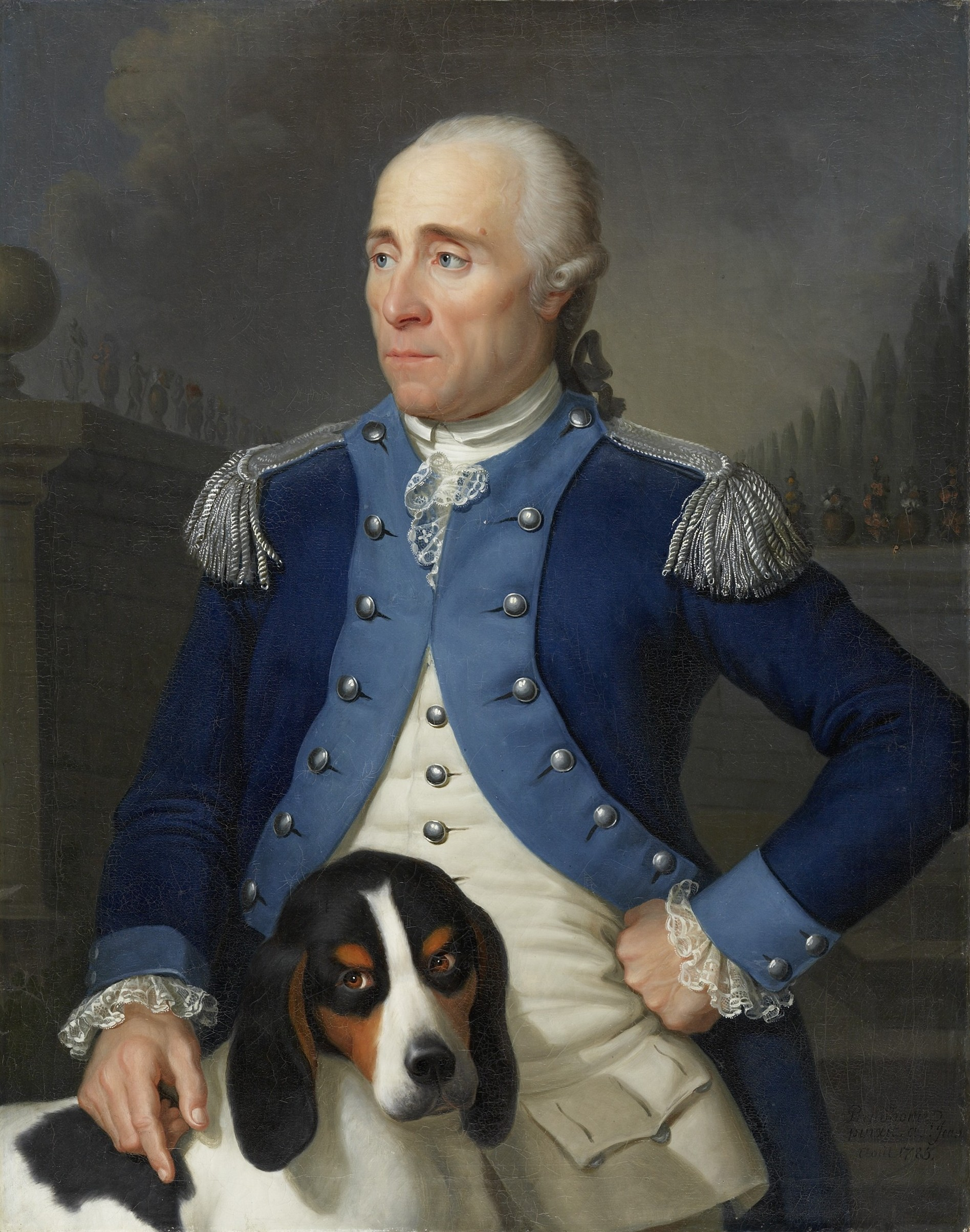
Il patrizio Franz Rudolf Frisching di Berna, colonnello della guardia svizzera dei Paesi Bassi - dipinto di Jean Preudhomme (1785).

Tre forme costitutive che combinavano diritto divino e tradizioni repubblicane presero piede in seguito al continuo rafforzamento del potere statale secondo il modello assolutista francese:
- Nei cantoni di Berna, Soletta, Friburgo e Lucerna si instaurò il patriziato formato dall'aristocrazia esistente; un simile regime era in vigore anche nelle alleate Biel, Ginevra e Mulhouse;
- Le corporazioni delle arti e mestieri controllavano Zurigo, Basilea e Sciaffusa, limitando il potere oligarchico dell'aristocrazia esistente; un simile regime era in vigore anche nell'alleata San Gallo;
- Nella maggior parte dei cantoni con la Landsgemeinde (Zugo, Svitto, Uri, Obwaldo, Nidwaldo e Appenzello Esterno) si sviluppò un'oligarchia più dissimulata e ufficiosa, formata dalle vecchie famiglie nobili e da nuove ricche famiglie arricchitesi grazie alla pratica della milizia, mentre il governo formalmente restava democratico.

Nel XVIII secolo la Confederazione era così costituita:
- Cantoni confederati (in ordine di precedenza alla Dieta confederale)
  - Schwyz (1313), governo democratico, cattolico
  - Berna (1353), governo aristocratico con territorio costituito da 35 governi, protestante, ed esteso anche su distretti cattolici (Vaud e Losanna; 13 governi)
  - Untervaldo (1313), governo democratico, cattolico (sedi a Saarnen e Stans)
  - Uri (1313) e Val Leventina (1441), governo democratico, cattolico
  - Lucerna (1332), governo aristocratico, cattolico, sede del Nunzio Apostolico e di ambasciatori di potenze cattoliche; sede delle diete dei cattolici
  - Zurigo (1351), governo aristocratico corporativo, protestante
  - Zugo (1368), governo democratico, cattolico
  - Glarona (1351), governo democratico, confessione mista
  - Basilea (1501), governo aristocratico corporativo, protestante
  - Friburgo (1481), governo aristocratico, cattolico, sede del vescovo di Losanna, persegue una politica filofrancese
  - Soletta (1481), governo aristocratico, cattolico, sede dell'ambasciatore francese
  - Sciaffusa (1501), governo aristocratico corporativo, protestante
  - Appenzell (1513), governo democratico, suddiviso in Inner Rhoden (6 comuni interni cattolici, 1597) e in Ausser Rhoden (6 comuni esterni protestanti, 1597)
- Terre soggette (Untertanen)
  - Argovia, contea di Baden (1415) e gli Offici di Bremgarten e Muri (Freiamt): sede della dieta a Baden fino al 1712; cattolici
  - Repubblica di Aarau (1415), sede delle diete dei protestanti
  - Altstätten (1531), Reineck: cattolici
  - parte della Turgovia (1466): sede a Frauenfeld, cattolica
  - Schwarzenburg (baliaggio in condominio tra Berna e Friburgo)
  - Grandson (baliaggio in condominio tra Berna e Friburgo)
  - Orbe (baliaggio in condominio tra Berna e Friburgo)
  - Echallens e Morat (baliaggio in condominio tra Berna e Friburgo)
  - Territori lombardi alpini dell'attuale Ticino (1330): amministrazione da parte di balivi confederali; cattolici
  - Paese di Vaud (1475; in amministrazione a Berna)
  - Repubblica di Rapperswil e Uznach[non chiaro] (in condominio tra Schwyz, Untervaldo e Uri), cattolica
  - Contea di Sargans (amministrata da balivi di Zurigo)
  - valle di Toggenburg e contea di Lichtensteig (1714), cattolica
- Alleati perpetui
  - principato vescovile di Basilea-Pruntrut per la parte di Biel (1579; stato del Sacro Romano Impero), confessione mista
  - contea vescovile di Sitten (Sion; principato imperiale), cattolica
  - principato vescovile di Coira (principato imperiale), sede della lega Caddea nei Grigioni
  - principato abbaziale di San Gallo (Weil, 1451; principato imperiale), cattolico
  - principato abbaziale di Einsiedeln (1454; principato imperiale), cattolico
  - principato abbaziale di Disentis (principato imperiale), cattolico
  - principato abbaziale di Engelberg (1415; principato imperiale), cattolico
  - principato di Neuchâtel (Neuenburg, 1529; dal 1707 in unione personale con la Prussia), protestante
  - Leghe dei Grigioni e Valtellina e baronia di Haldenstein; confessione mista
  - Repubblica di Gersau (1390), villaggio imperiale, governo democratico, cattolica
  - Repubblica di Biel, governo aristocratico, protestante
  - Repubblica di Ginevra (1526), governo aristocratico dal 1782, protestante
  - Repubblica di San Gallo (1454) città libera dell'Impero, governo aristocratico corporativo, protestante
  - Repubblica di Mulhouse (1515) città libera dell'Impero, governo aristocratico, protestante
  - dal 1519 al 1632 importante alleata era stata anche la
    - Repubblica di Rottweil (1519) città libera dell'Impero, cattolica

Nel XVIII secolo scoppiarono diverse rivolte popolari nelle zone assoggettate al potere dei nobili, i quali riuscirono però a sedarle tutte, almeno fino al 1798. Ciononostante le idee illuministe si diffusero anche nella Confederazione, in particolare grazie ad Albrecht von Haller e Jean-Jacques Rousseau. A Zurigo si trovavano riuniti importanti illuminati europei quali Johann Jakob Bodmer, Salomon Gessner, Johann Heinrich Pestalozzi e Johann Caspar Lavater. Più in generale, le città cominciarono un'importante fase di crescita economica ed espansione territoriale grazie alle pianificazioni a lungo termine di vecchi e nuovi quartieri. Si osservò un avvicinamento tra riformati e cattolici in nome della tolleranza religiosa.
I letterati confederati, esaltando le virtù e le peculiarità della Confederazione, diedero vita per la prima volta ad un sentimento patriottico svizzero. Nel 1761/62 questo patriottismo diede vita alla fondazione della Società Elvetica, un'associazione che si batteva per la tolleranza e l'abbattimento delle barriere che dividevano la società del tempo al fine di cementare ulteriormente l'unità tra i confederati. Nella seconda metà del XVIII secolo vennero (ri) scoperti gli eroi e i miti fondatori antecedenti alla battaglia di Marignano, come ad esempio la firma del Patto confederale sul praticello del Grütli.

## Il periodo francese: Repubblica Elvetica e Mediazione 1798–1814
Il 24 gennaio 1798, la Repubblica Lemanica viene proclamata, separata e liberata da Berna. Ma la rivoluzione non finì, perché i territori di Argovia, sempre in potere di Berna, si dichiararono indipendenti, com'anche l'antico ducato di Toggenburgo, che dal cantone di Svitto, diventa il canton Turgovia. Le liberazioni toccarono anche gli alleati dei confederati, dato che il Basso Vallese si liberò dall'Alto Vallese.
Napoleone Bonaparte, sapendo che la Svizzera era il passaggio più breve tra il nord e il sud dell'Europa, e tra Francia e Italia, decise di conquistarla. Per giustificare l'invasione Napoleone approfittò della sollevazione del popolo del Lemano per entrare in Svizzera, con la scusa di proteggere gli abitanti di quei territori. Inoltre disse di essere stato consigliato dagli stessi svizzeri (due rifugiati svizzeri a Parigi convinsero Napoleone a liberare la loro patria, tra le quali il Lemano).

Sigillo della Repubblica Elvetica

L'invasione iniziò il 2 marzo 1798, con la caduta di Friburgo e Soletta. Tre giorni dopo il governo di Berna era sottomesso per la prima volta. Dopodiché ogni cantone si sottomise, alcuni senza nemmeno combattere. La confederazione aveva perso il suo grande esercito.
L'imperatore francese obbligò i confederati a cambiare regime nel 1799 e quella che si era chiamata per decenni Confederazione dei XIII divenne la "Repubblica Elvetica, una e indivisibile". I cantoni non erano più tali ma semplici prefetture, la lega dei Grigioni perse il territorio della Valtellina, che venne annesso alla Repubblica Cisalpina. I territori dell'antico ducato di Basilea vennero limitati alla città stessa. Le città di Mulhouse e Ginevra vennero annesse alla Francia.
Il numero di cantoni e i nomi cambiarono. Da quel momento 18 cantoni formavano la confederazione. Il cantone di Berna venne diviso in due, Berna e Oberland (Thun); Il Vallese venne annesso come prefettura; Lemano (Vaud); Friburgo; Soletta; Lucerna; Basilea; Argovia; Baden (Argovia); Lugano (Ticino); Bellinzona (Ticino); Rhetia (Grigioni); Zurigo; Sciaffusa; Linth (Glaris e San Gallo); Säntis (San Gallo e Appenzello); Waldstätten (Uri, Svitto, Zugo e Untervaldo) e Turgovia.
Nel 1802 Bonaparte ritirò le sue truppe dalla Svizzera, il che permise che, un anno più tardi, sei cantoni cambiassero il nome e si unissero. Il Lemano diventa Vaud, Bellinzona e Lugano si uniscono e diventano il Canton Ticino, Rhetia si ridenomina Cantone dei Grigioni, Turgovia viene riconosciuta come cantone, Linth si divide in Glarona e San Gallo, Säntis viene divisa in Appenzello e il resto viene annesso a San Gallo, Argovia e Baden si uniscono in Argovia, l'Oberland si riunisce con Berna, Il Waldstätten si divide in quattro cantoni: Uri, Svitto; Untervaldo e Zugo. Il territorio dei Vallesi sparisce, diventando un dipartimento francese.
Nel 1813 i confederati si liberano finalmente di Napoleone. Nel 1814 Ginevra viene liberata grazie all'aiuto dell'Austria.

## La Confederazione dei ventidue cantoni 1814-1848
Dopo la sconfitta di Napoleone l'Europa si riorganizzò o, meglio, venne riorganizzata dai capi delle potenze vincitrici nel Congresso di Vienna del 1815. In quell'occasione la Svizzera recuperò i territori del ducato di Basilea, che passarono a far parte di Berna e vennero denominati Giura Bernese. Il principato di Neuchâtel entrò a far parte della confederazione, diventando un cantone. Ginevra e il Vallese vennero annessi come nuovi cantoni.

### La divisione di Basilea
Durante il XIX secolo i paesani non avevano molta importanza nelle decisioni del Landsgemeinde, così nacque a Basilea un movimento di scontento contadino che reclamava una partecipazione maggiore nel governo, ma i cittadini avevano paura di essere "schiacciati" dai paesani (due terzi della popolazione all'epoca). A questo punto Basilea si divise in due semi-cantoni, ossia il Canton Basilea Città e il Canton Basilea Campagna.
Negli anni '60 del XX secolo si vollero riunire le due comunità in un unico cantone, così il progetto prese forma ma un anno prima della fusione definitiva il semicantone di Basilea Campagna iscrisse nella sua costituzione un articolo nel quale si dichiarava indipendente e nel quale si annullava qualunque tentativo di riunificazione. Questo fatto si dovette al progresso economico e industriale del semicantone, perché a differenza del passato nel quale l'industria si trovava solo nella città di Basilea, in quel momento l'industria era presente in tutto il cantone, il che sarebbe stato un ottimo affare per la campagna e avrebbe significato indipendenza totale dall'altro semi-cantone. Così la riunificazione non era più attrattiva e la campagna non ebbe più bisogno della città.

### Sonderbund
Il Sonderbund (Lega separata), fu un'alleanza stretta tra sette cantoni cattolici e conservatori.
Nel 1841 l'assemblea generale svizzera, a maggioranza radicale, promuoveva un maggior centralismo oltre a prendere decisioni anticattoliche, come l'evacuazione dei conventi gesuiti di Argovia. Quando i gesuiti partirono da Argovia vennero invitati a trasferirsi nel territorio del canton Lucerna, ma questo spinse gli eserciti radicali a minacciare i popoli lucernesi.
Sentendosi minacciati, sette dei cantoni cattolici (Lucerna, Friburgo, Uri, Svitto, Untervaldo, Vallese e Glarona) decisero di allearsi in segreto nel 1845; l'alleanza venne a galla quando cercò di allearsi con l'Austria, paese straniero e antico nemico della Confederazione, che costituiva una violazione della costituzione.
Nel 1847 il parlamento esigette la dissoluzione del Sonderbund, ma i cantoni firmatari rifiutarono l'ordine, e così gli eserciti dei cantoni liberali dovettero intervenire attaccando i cantoni ribelli. Questa guerra fece poche morti (pare meno di 100) ma portò come conseguenza l'applicazione di una riforma alla costituzione nella quale ci sarebbe stato più centralismo. Inoltre i gesuiti vennero espulsi dal territorio svizzero.
Questa guerra portò anche per Lucerna la perdita dello status di capitale federale, dato che nel momento in cui si scelse la capitale federale, questo fu il motivo più utilizzato per rendere impossibile una candidatura di Lucerna, e Berna approfittò prontamente della situazione per essere nominata capitale federale.

## La moderna Confederazione svizzera
Dal 1848 dopo la proclamazione della costituzione svizzera, venne adottata un'unione doganale e monetaria che eliminava le frontiere, le monete regionali e le dogane. Il 7 maggio del 1850 venne approvata la creazione del franco svizzero, che iniziò a circolare due anni dopo. Il sistema monetario era molto simile a quello francese, dato che le monete erano coniate a Parigi e a Strasburgo, il che permise alla Svizzera di far parte dell'Unione monetaria latina (1865-1926).
Il canton Neuchâtel, che era appena entrato nella confederazione, e che era sia cantone che principato, venne rivendicato per integrare il regno di Prussia nel 1857. La contesa rischiò addirittura di sfociare in conflitto armato e l'esercito federale venne mobilitato. Attraverso la mediazione delle potenze vicine però i prussiani rinunciarono alle loro pretese.
Con l'arrivo delle guerre la Svizzera si vide isolata, bloccata e in crisi, le importazioni si fecero molto difficili e l'affluenza di rifugiati, ad esempio nel 1870 quelli francesi rese le cose ancor più difficili.

### Il XX secolo

Caserma di ufficiali svizzeri al Passo dell'Umbrail durante la prima guerra mondiale

La Prima guerra mondiale colse la Svizzera impreparata e fu un momento di grande tensione nel quale lo stato dovette prendere misure di emergenza, come ad esempio il monopolio della produzione e della distribuzione di alcuni prodotti, come i cereali. Nel 1918 i gravi problemi economici causati dal conflitto, nel quale la Svizzera era peraltro rimasta neutrale, portarono all'annuncio dell'armistizio alla proclamazione di uno sciopero generale di tre giorni che si concluse soltanto di fronte alla minaccia di intervento dell'esercito. Un simile conflitto, del tutto ignoto al Paese, ne segnò per decenni la vita politica, spingendo la destra ad accogliere alcune delle richieste della sinistra, come ad esempio il sistema elettorale proporzionale (almeno per il Consiglio Nazionale) e la settimana lavorativa di 48 ore.
Durante la seconda guerra mondiale il clima si fece ancora più teso, visto che un'invasione tedesca sembrava quantomeno probabile. L'esercito rimase mobilitato in modalità diverse praticamente per l'intera durata del conflitto e, sino al 1940 (quando gli svizzeri rinunciarono, fino al 1943, al pattugliamento dei cieli), la Flugwaffe fu ingaggiata in centinaia d'occasioni per reagire alle invasioni del proprio spazio aereo. Con la caduta della Francia la Svizzera si ritrovò completamente accerchiata dalle potenze dell'Asse e accettò compromessi riguardanti soprattutto la compravendita di oro nazista, le forniture belliche alla Germania e la chiusura temporanea delle frontiere alle popolazioni ebraiche adulte in fuga dai paesi limitrofi. Durante la seconda guerra mondiale vi furono dei bombardamenti da parte degli Alleati su molteplici località della Svizzera; il più grave fu il bombardamento erroneo di Sciaffusa, che causò la morte di 40 persone.
Negli anni novanta sono state istituite commissioni di studio, come quelle Bergier (in Svizzera) ed Eizenstat (negli USA), per chiarire il ruolo del paese durante la seconda guerra mondiale.
Con il termine della guerra la situazione ritornò alla calma, il paese conobbe un periodo di grande prosperità e i cantoni iniziarono a dare più diritti ai cittadini; nel 1968 venne abbandonato il sistema maggioritario per adottare il proporzionale. Il suffragio universale maschile venne introdotto a livello federale, divennero obbligatorie le assicurazioni sui veicoli e sanitarie e si ebbe in tempi brevi l'introduzione della settimana lavorativa corta.
Inoltre negli anni 1960 furono avviati i maggiori progetti di infrastrutture (come tunnel, autostrade, ferrovie, ecc.). Nel 1968 la Svizzera ottenne lo "sbocco" al mare perché il Reno venne dichiarato "acque internazionali" dal porto di Basilea fino allo sbocco nel mare. Progetti come la creazione di un nuovo cantone (il canton Giura) vennero accettati e in quegli anni il tasso di disoccupazione non superò il 3%.
La Svizzera adottò il suffragio universale nel 1971, quando con un referendum le donne ottennero il diritto di voto anche a livello federale.

### Anni 1990 e secolo XXI
A partire dal 1992 con il rifiuto dell'entrata della Svizzera nell'Unione europea, il Paese entrò in una piccola crisi, il tasso di disoccupazione superò il 6% e varie imprese si fusero, altre passarono in mani straniere e altre fecero bancarotta. Grazie a questi avvenimenti, secondo molti esperti, si ebbe la vittoria del UDC nelle elezioni del 2003, nelle quali il partito ebbe il diritto di avere un altro consigliere federale nel Consiglio Federale spezzando dopo oltre 50 anni la formula magica, ovvero la composizione stabile del consiglio federale.
Nel 2002 il popolo svizzero approvò l'entrata della Svizzera nelle Nazioni Unite. Nel 2005 gli Accordi di Schengen furono accettati dal popolo svizzero.